# Wax Simulacra
Wax Simulacra è un singolo del gruppo musicale statunitense The Mars Volta, pubblicato nel 2007 ed estratto dal loro quarto album in studio The Bedlam in Goliath.
Il brano ha trionfato ai Grammy Awards 2009 nella categoria miglior interpretazione hard rock.

## Tracce
1. Wax Simulacra – 2:39
2. Pulled to Bits – 3:33 – originariamente interpreta dai Siouxsie and the Banshees